# Montenegro, Chiapas
Montenegro är en ort i Mexiko.   Den ligger i kommunen Tapachula och delstaten Chiapas, i den sydöstra delen av landet, 900 km sydost om huvudstaden Mexico City. Montenegro ligger 271 meter över havet och antalet invånare är 372.
Terrängen runt Montenegro är kuperad åt nordost, men åt sydväst är den platt. Runt Montenegro är det tätbefolkat, med 442 invånare per kvadratkilometer. Närmaste större samhälle är Tapachula, 5,2 km söder om Montenegro. Omgivningarna runt Montenegro är en mosaik av jordbruksmark och naturlig växtlighet.